# Martin Gusinde

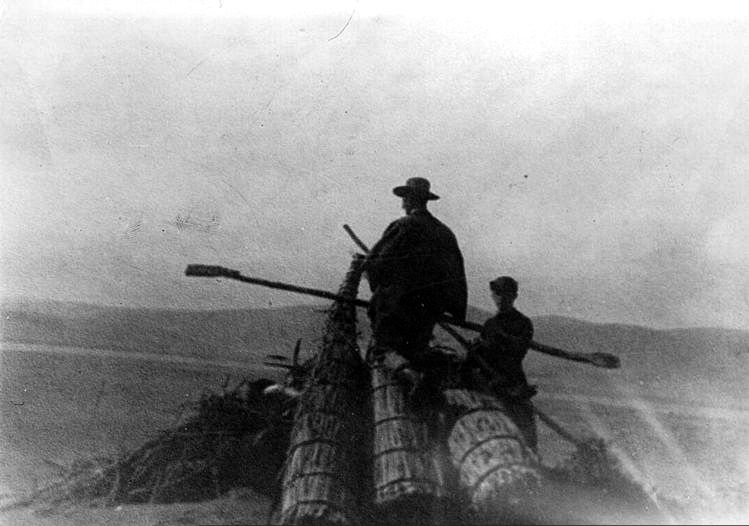
Martin Gusinde, 1917

Martin Gusinde SVD (* 29. Oktober 1886 in Breslau; † 18. Oktober 1969 im Missionshaus St. Gabriel, Maria Enzersdorf) war Priester, Anthropologe, Lehrer und Universitätsprofessor.

## Leben
Martin Gusinde bat im August 1900, noch als 13-Jähriger, um Aufnahme in das Missionsseminar der Steyler Missionare. 1905 begann er ein Studium der Philosophie und der Theologie in St. Gabriel in Maria Enzersdorf südlich von Wien. Nach der Priesterweihe 1911 entsandte sein Orden Gusinde im August 1912 nach Chile. Er unterrichtete von 1912 bis Ende 1922 Naturwissenschaften, insbesondere Biologie, am Liceo Alemán Santiago in Santiago de Chile. Neben seiner Tätigkeit als Lehrer arbeitete er von 1913 an Völkerkundemuseum (Museo de Etnología y Antropología de Chile) in Santiago de Chile unter dem Archäologen Max Uhle. Seine erste Forschungsreise führte ihn zu den Mapuche. 1918 wurde er Abteilungsleiter am Museo de Etnología y Antropología.
Zwischen Ende 1918 und 1924 unternahm Gusinde vier Forschungsreisen nach Feuerland: die erste vom Dezember 1918 bis zum Mai 1919, die zweite vom Dezember 1919 bis ins folgende Jahr, die dritte Anfang 1920 und eine längere letzte Expedition vom September 1923 bis zum März 1924. Ziel war es, die verschiedenen Gruppen der Feuerland-Indianer zu erforschen, die durch Krankheiten und Einwanderer verdrängt worden und schon nahezu ausgerottet waren (siehe auch: Feuerland – Der Genozid an der indianischen Bevölkerung). Insgesamt hielt er sich in Feuerland 22 Monate auf und konnte dort an Initiationsriten der von ihm untersuchten Bevölkerungsgruppen teilnehmen. Außerdem zeichnete er im Auftrag des Berliner Phonogramm-Archivs Lieder und Gesänge der indigenen Bevölkerung auf. Diese Aufnahmen sind die einzigen erhaltenen Tondokumente der Feuerland-Indianer. Seine Schilderungen des kulturellen Reichtums der Feuerland-Indianer widerlegten die in Chile und Argentinien geläufigen rassistischen Klischees von den vermeintlich „unzivilisierten Wilden“ in Feuerland. Vor ihm hatte der Ethnologe Wilhelm Schmidt SVD bereits Feuerland bereist.
Von 1924 bis 1926 unterstützte Gusinde in Rom seinen Mitbruder Wilhelm Schmidt bei der Dokumentation der Bestände des damaligen vatikanischen Missionsmuseums und der Vorbereitung der Dauerausstellung des daraus hervorgegangenen, 1929 eröffneten Pontificio Museo Missionario-Etnologico Lateranense. Im Jahr 1926 wurde Martin Gusinde an der Universität Wien in Ethnologie promoviert. Ab 1928 arbeitete er an den Veröffentlichungen seiner Feldforschungen in Feuerland und gehörte der Redaktion von Anthropos. Internationale Zeitschrift für Völker- und Sprachenkunde an. 1928 und 1929 erforschte er die Kultur der Sioux und der Cheyennes sowie die Pueblo-Kultur, insbesondere die der Zuñi. 1934 und 1935 erforschte er mit seinem Mitbruder Paul Schebesta SVD die Pygmäen im Kongo. 1933 erschien nach gemeinsamer Editionsarbeit mit Ferdinand Hestermann eine Überarbeitung des Yámana-English Dictionary von Thomas Bridges. In der Zeit des Nationalsozialismus verhielt sich Gusinde opportunistisch und näherte sich mit rassenkundlichen Studien dem NS-Wissenschaftsverständnis an.
Von 1949 bis 1957 war Gusinde Professor an der Catholic University of America in Washington, D.C. Er unternahm 1950 und 1953 Expeditionen zu den San in der Kalahari. 1956 folgte eine beschwerliche Expedition – Gusinde war bereits 70 Jahre alt – zu den Ayom-Pygmäen im Schrader-Gebirge auf Neuguinea. Er war der Erste, der die Kultur der Ayom beschrieb. Vom Februar 1959 bis zum Juli 1960 und noch einmal 1964/65 lehrte er an der Nanzan-Universität der Steyler Missionare in Nagoya (Japan).
Seine letzten Lebensjahre verbrachte Martin Gusinde mit Forschungs-, Vortrags- und Lehrtätigkeiten im Missionshaus St. Gabriel in Maria Enzersdorf.

## Ehrungen
In Puerto Williams (Chile) wurde 1974 in Erinnerung an Martin Gusinde und in Fortführung seines Wirkens das Museo Antropológico Martín Gusinde gegründet, das von seiner Arbeit bei den Feuerlandindianern zeugt und deren Kultur zeigt.

### Auszeichnungen, Würdigungen und Mitgliedschaften
- 1925: Mitglied der Leopoldina

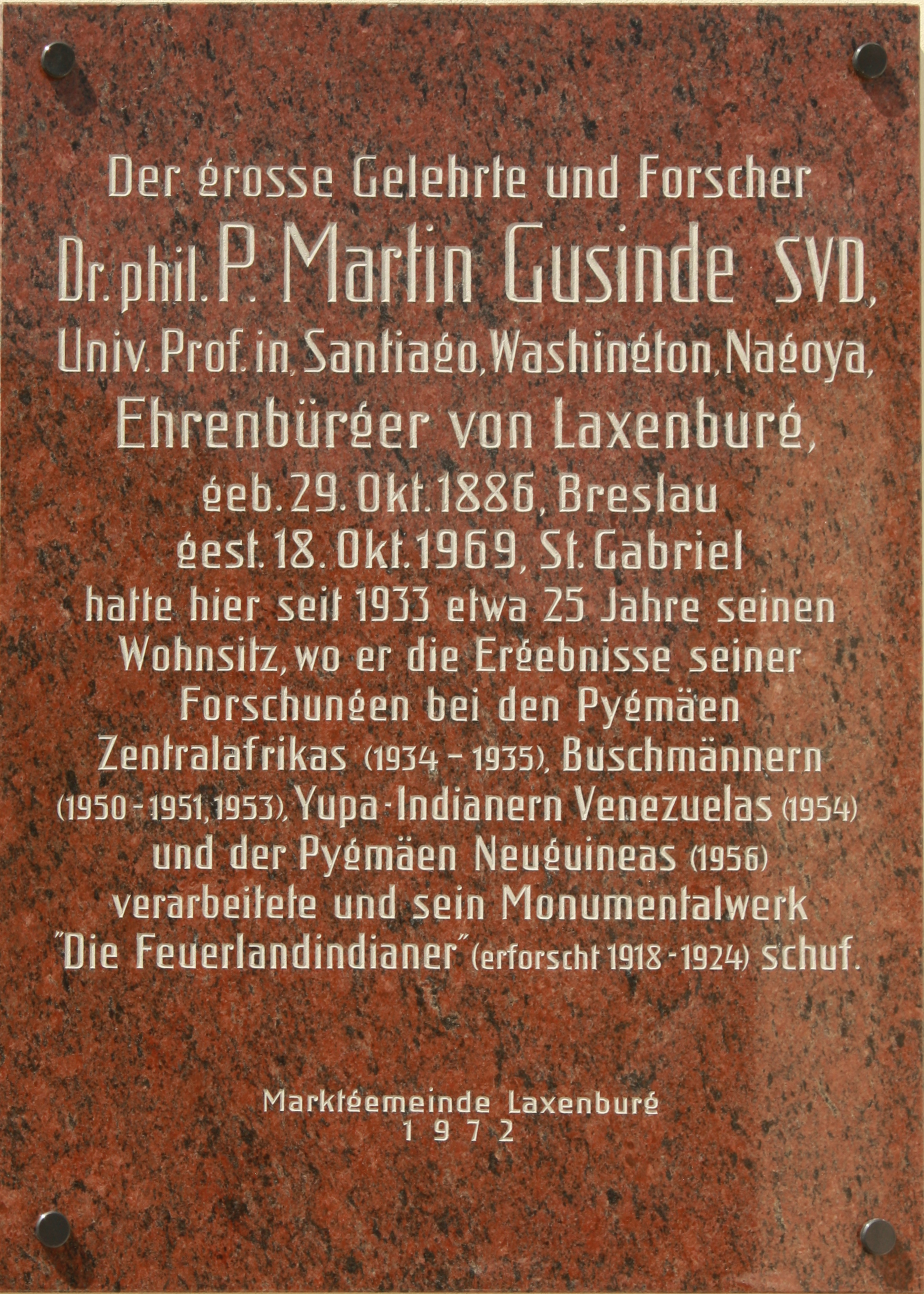
Gedenktafel in Laxenburg

- 1933: Ehrenmitglied der katholischen Studentenverbindung KÖStV Austria Wien
- 1952: Karl-Renner-Preis[14]
- 1958: Österreichisches Ehrenzeichen für Wissenschaft und Kunst
- 1966: Großes Silbernes Ehrenzeichen mit dem Stern für Verdienste um die Republik Österreich[15]
- Ehrenring der Stadt Wien
- Ehrenbürger von Laxenburg

### Nach Martin Gusinde benannte Straßen
- Gusindegasse in 2361 Laxenburg
- Gusindegasse in Wien-Hietzing (1975)
- Martin-Gusindegasse in 2344 Maria Enzersdorf

## Schriften
Ein ausführliches, 194 wissenschaftliche Arbeiten umfassendes Werkverzeichnis wurde von Clemens Gütl zusammengestellt.

### Als Autor
- Die Feuerland-Indianer. 3 Bände. Mödling, 1931–1939. Der vierte Band (Die Halakwulup. Ergebnisse meiner vier Forschungsreisen in den Jahren 1918 bis 1924) konnte erst 1974 postum erscheinen.
  - Die Teilbände behandeln die Selk’nam (1931), die Yámana (1937), die physische Anthropologie aller der drei Feuerland-Gruppen (1939) und die Halakwulup (1974).
- Die Kongo-Pygmäen in Geschichte und Gegenwart. Deutsche Akademie der Naturforscher, Halle (Saale) 1942.
- Urmenschen im Feuerland. Vom Forscher zum Stammesmitglied. Zsolnay, Berlin 1946.
- Urwaldmenschen am Ituri. Springer, Wien 1948.
- Die Twa-Pygmäen in Ruanda. Forschungsergebnisse im tropischen Afrika aus dem Jahre 1934. St.-Gabriel-Verlag, Wien-Mödling 1949.

### Als Herausgeber
- Yamana-English, a Dictionary of the speech of Tierra del Fuego, by the Reverend Thomas Bridges. Edited by Dr. Ferdinand Hestermann and Dr. Martin Gusinde. Missionsdruckerei St. Gabriel, Mödling bei Wien, 1933. Digitalisat.
- Nordwind-Südwind. Feuerlandindianermärchen. Erich-Röth-Verlag, Kassel 1966.